# Aciculites ciliata
Aciculites ciliata är en svampdjursart som beskrevs av Wilson 1925. Aciculites ciliata ingår i släktet Aciculites och familjen Scleritodermidae.
Artens utbredningsområde är havet kring Filippinerna. Inga underarter finns listade i Catalogue of Life.